# Helena Rapaport
Helena Rapaport (* 26. August 1994 in Stockholm) ist eine schwedische Skirennläuferin. Sie ist auf die schnellen Disziplinen Abfahrt und Super-G spezialisiert und wurde 2015 schwedische Meisterin im Super-G.

## Biografie
Helena Rapaport stammt aus Stockholm und startet für den Mälaröarnas Alpina SK.
Im Alter von 15 Jahren bestritt sie in Hemsedal ihre ersten FIS-Rennen. Auf nationaler Ebene sorgte sie erstmals im März 2011 für Aufsehen, als sie im Rahmen der schwedischen Meisterschaften hinter Jessica Lindell-Vikarby und Emelie Wikström die Bronzemedaille im Super-G gewann. Im Februar 2012 gab sie im Super-G von Sella Nevea ihr Europacup-Debüt, konnte aber erst im Dezember 2015 mit Rang 17 in der Kombination von Kvitfjell das erste Mal punkten. Bei den Juniorenweltmeisterschaften in Jasná belegte sie die Ränge 32, 48 und 52 in Abfahrt, Super-G und Super-Kombination. 2014/15 feierte sie ihre vorerst erfolgreichste Saison. Im Februar gewann sie bei der Universiade in der Sierra Nevada die Bronzemedaille im Super-G, schied in drei anderen Rennen aber aus. Bei den Juniorenweltmeisterschaften in Hafjell konnte sie ihre Resultate leicht verbessern und belegte die Ränge 26, 29 und 32 in Abfahrt, Super-G und Super-Kombination. Am Ende der Saison kürte sie sich in Åre im Super-G erstmals zur Staatsmeisterin.
Am 4. Dezember 2015 gab Rapaport in der Abfahrt von Lake Louise ihr Weltcup-Debüt, konnte bei weiteren Starts bisher aber keine Platzierung in den Punkterängen erreichen. Ihr bestes Ergebnis im Europacup erzielte sie im Februar 2017 mit Rang acht beim Super-G im Sarntal. Zwei Jahre später nahm sie an ihren Heimweltmeisterschaften in Åre teil und belegte Platz 35 in der Abfahrt, im Super-G kam sie nicht ins Ziel.
Ihre ältere Schwester Matilda Rapaport war als Freeride-Sportlerin aktiv und kam 2016 bei einem Lawinenabgang in den chilenischen Anden ums Leben. Ihre Tante ist die Schauspielerin Alexandra Rapaport.

## Trivia
Am 25. Januar 2019 rettete Rapaport am Rande der Kandahar-Rennen in Garmisch-Partenkirchen gemeinsam mit ihren Teamkolleginnen Lisa Hörnblad und Lin Ivarsson einem deutschen Funktionär das Leben. Der 60-Jährige hatte in einer Gondel einen Herzinfarkt erlitten, woraufhin die drei Schwedinnen Erste Hilfe leisteten. Hörnblad führte dabei eine Herz-Lungen-Wiederbelebung durch, bis der Rettungshelikopter an der Bergstation eintraf.

## Erfolge

### Weltmeisterschaften
- Åre 2019: 35. Abfahrt

### Juniorenweltmeisterschaften
- Jasná 2014: 32. Abfahrt, 48. Super-G, 52. Super-Kombination
- Hafjell 2015: 27. Abfahrt, 29. Super-G, 32. Super-Kombination

### Weitere Erfolge
- Schwedische Meisterin im Super-G 2015
- Schwedische Vizemeisterin in der Abfahrt 2015 und im Super-G 2017
- Bronze bei der Universiade 2015 im Super-G
- 8 Siege in FIS-Rennen